# ويليام أربوليدا
ويليام أربوليدا (بالإسبانية: William Arboleda)‏ (8 يونيو 1990 ببوينافينتورا في كولومبيا - ) هو لاعب كرة قدم كولومبي في مركز الوسط. لعب مع إنديبندينتي ميديلين ونادي سيلايا وريال قرطاجنة.

## وصلات خارجية
- ويليام أربوليدا على موقع قاعدة بيانات كرة القدم.إي يو (الإنجليزية)
- ويليام أربوليدا على موقع Soccerway.com (الإنجليزية)